# 서상기

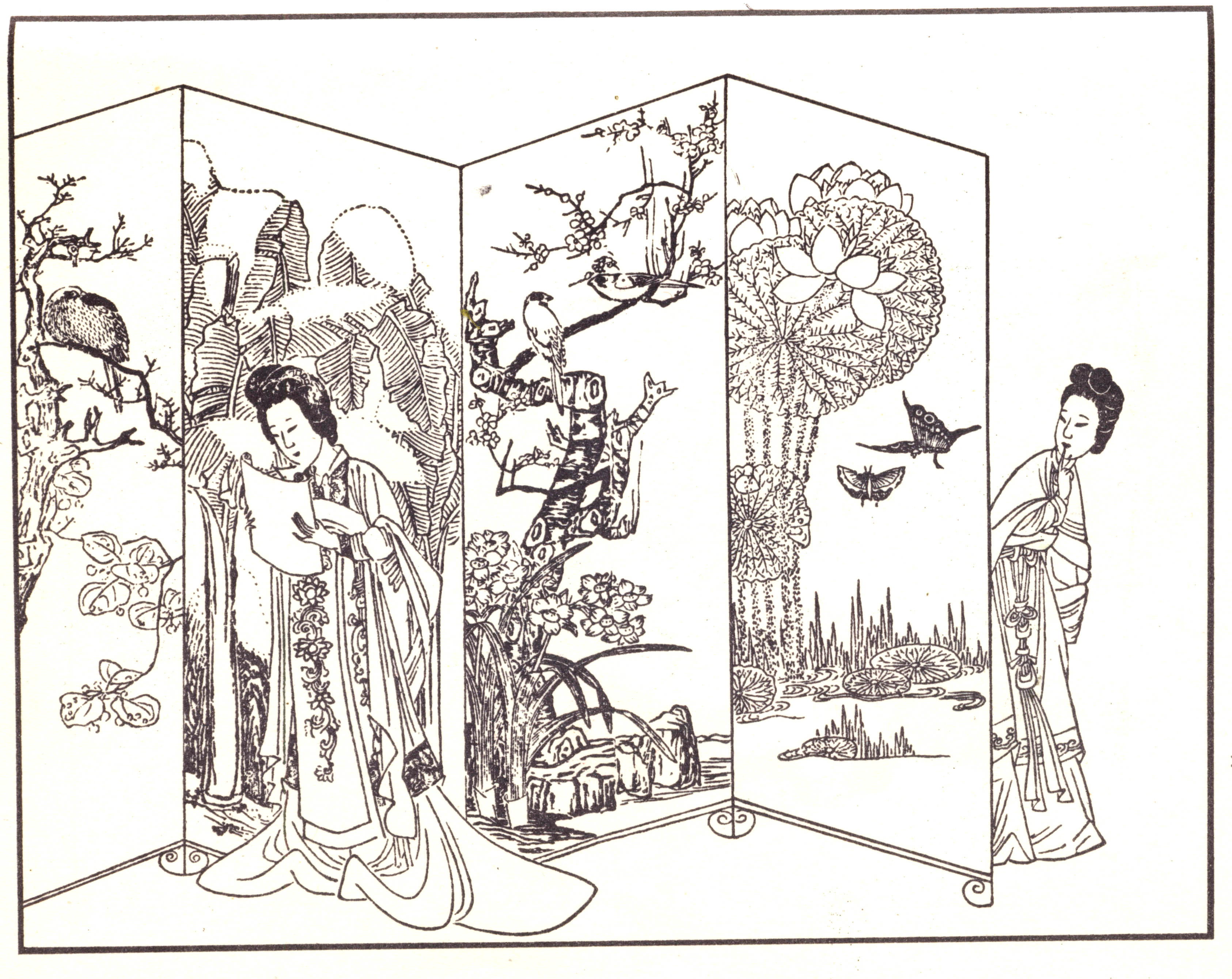

《서상기》(西廂記)는 원대의 희곡으로, 왕실보(王實甫, 생몰년 미상)의 작품이다. 당(唐)대의 전기(傳奇)인 《회진기》(會眞記, 앵앵전)를 소재로 한 금대 제궁조(諸宮調)인 《동서상》(董西廂)의 줄거리를 희곡화한 것이다. 통상의 4막극을 다섯 편 겹친 파격적인 장편으로서, 제5본은 관한경의 보작(補作)으로 전해진다.

## 내용
재사(才士) 장생(張生, 君瑞)은 산시(山西)의 한 명찰(名刹)에서 죽은 재상의 딸 최앵앵에게 반하여, 갖은 곡절 끝에 앵앵의 시녀 홍랑(紅娘)의 꾀로 하룻밤 겨우 서상(西廂) 밑에서 만날 수가 있었으나, 심창(深窓)의 긍지를 못벗은 앵앵의 강한 거절을 당하여 낙담 끝에 자리에 눕는다. 한편 사나이의 병에 앵앵도 마음이 아파 번민 끝에 드디어 스스로 장생에게 달려가서 두 사람은 깊이 맺어진다. 그 후 앵앵의 모친의 방해로 별리의 비애를 맛보지만, 최후에 장생의 과거(科擧) 급제로 대단원이 된다.

## 평가
장생의 한결같은 애정, 예교(禮敎)와 사랑의 갈림길에서 번민하면서도 차츰 인간의 진정에 눈뜨는 앵앵의 심리 등이 긴밀한 구성과 수많은 감상적 비절(悲切)의 명문 속에서 전개되어, 원곡(元曲) 최고의 걸작으로 인정(認定)받고 있다.

## 참고
- 왕실보 지음, 양회석 옮김, 《서상기》, 지식을만드는지식, 2016년 10월 25일